# Azerbajdzsán a 2014. évi téli olimpiai játékokon
Azerbajdzsán az oroszországi Szocsiban megrendezett 2014. évi téli olimpiai játékok egyik részt vevő nemzete volt. Az országot az olimpián 2 sportágban 4 sportoló képviselte, akik érmet nem szereztek.

## Alpesisí
Férfi
| Versenyző        | Versenyszám      | 1. futam      | 1. futam      | 2. futam | 2. futam | Összesítés | Összesítés |
| Versenyző        | Versenyszám      | Idő           | Hely.         | Idő      | Hely.    | Idő        | Helyezés   |
| ---------------- | ---------------- | ------------- | ------------- | -------- | -------- | ---------- | ---------- |
| Patrick Brachner | Műlesiklás       | nem ért célba | nem ért célba | kiesett  | kiesett  | kiesett    | kiesett    |
| Patrick Brachner | Óriás-műlesiklás | 1:31,32       | 60.           | 1:32,31  | 53.      | 3:03,63    | 53.        |

Női
| Versenyző             | Versenyszám | 1. futam   | 1. futam   | 2. futam | 2. futam | Összesítés | Összesítés |
| Versenyző             | Versenyszám | Idő        | Hely.      | Idő      | Hely.    | Idő        | Helyezés   |
| --------------------- | ----------- | ---------- | ---------- | -------- | -------- | ---------- | ---------- |
| Gaia Bassani Antivari | Műlesiklás  | nem indult | nem indult | kiesett  | kiesett  | kiesett    | kiesett    |

## Műkorcsolya
| Versenyző                     | Versenyszám | Eredeti (original) tánc | Eredeti (original) tánc | Kűr   | Kűr   | Összesítés | Összesítés |
| Versenyző                     | Versenyszám | Pont                    | Hely.                   | Pont  | Hely. | Pont       | Helyezés   |
| ----------------------------- | ----------- | ----------------------- | ----------------------- | ----- | ----- | ---------- | ---------- |
| Julia Zlobina Alexei Sitnikov | Jégtánc     | 58,15                   | 14.                     | 90,48 | 11.   | 148,63     | 12.        |